# Hévécam
Hévécam, ou Hévéa Cameroun SA, est une entreprise agro-industrielle de la région du Sud du Cameroun, exploitée par Corrie Maccoll, filiale de Halcyon Agri composante du groupe chinois Sinochem. Elle constitue avec sa société sœur Sudcam, la plus grande plantation d'hévéas pour la production de caoutchouc au monde.

## Histoire
Elle est fondée sous la forme d'une entreprise publique en 1975, la plantation est établie à Niété à 40 km au sud-est de la ville de Kribi. La privatisation de l'entreprise intervient en 1996, lors de la vente de 90 % du capital à la société de Singapour Golden Millennium Group Global : GMG. Depuis 2016, elle est contrôlée par l'entreprise publique chinoise Sinochem Halcyon. La plantation est exploitée sous la marque d'origine britannique Corrie McColl, propriété de Halcyon Agri,.

## Activités
La concession initiale de 41 339 ha en 1975, après une extension de 18 000 ha en 2012, atteint une superficie totale de 52 607 ha, dont 21 590 ha sont en plantation en 2021. Les concessions s'étendent sur plusieurs zones sur les communes de Niété, Lokoundjé, Kribi II et au nord sur les rives de la Sanaga aux environs d'Abé (Édéa 1er). En 2021, le rapport annuel Halcyon Agri présente trois zones de concessions: Niété (40 992 ha), Bissiang (7 643 ha), Elogbatindi (3 972 ha).
En 2022, l'entreprise se présente comme l'unique producteur africain du latex en crème ou centrifugé qui sert notamment à la fabrication de poches de sang, de gants hygiéniques. La production annuelle de caoutchouc est de 27 000 t.

## Images
L'entreprise compte en 2022, près de 6 000 employés dont 35% de femmes.

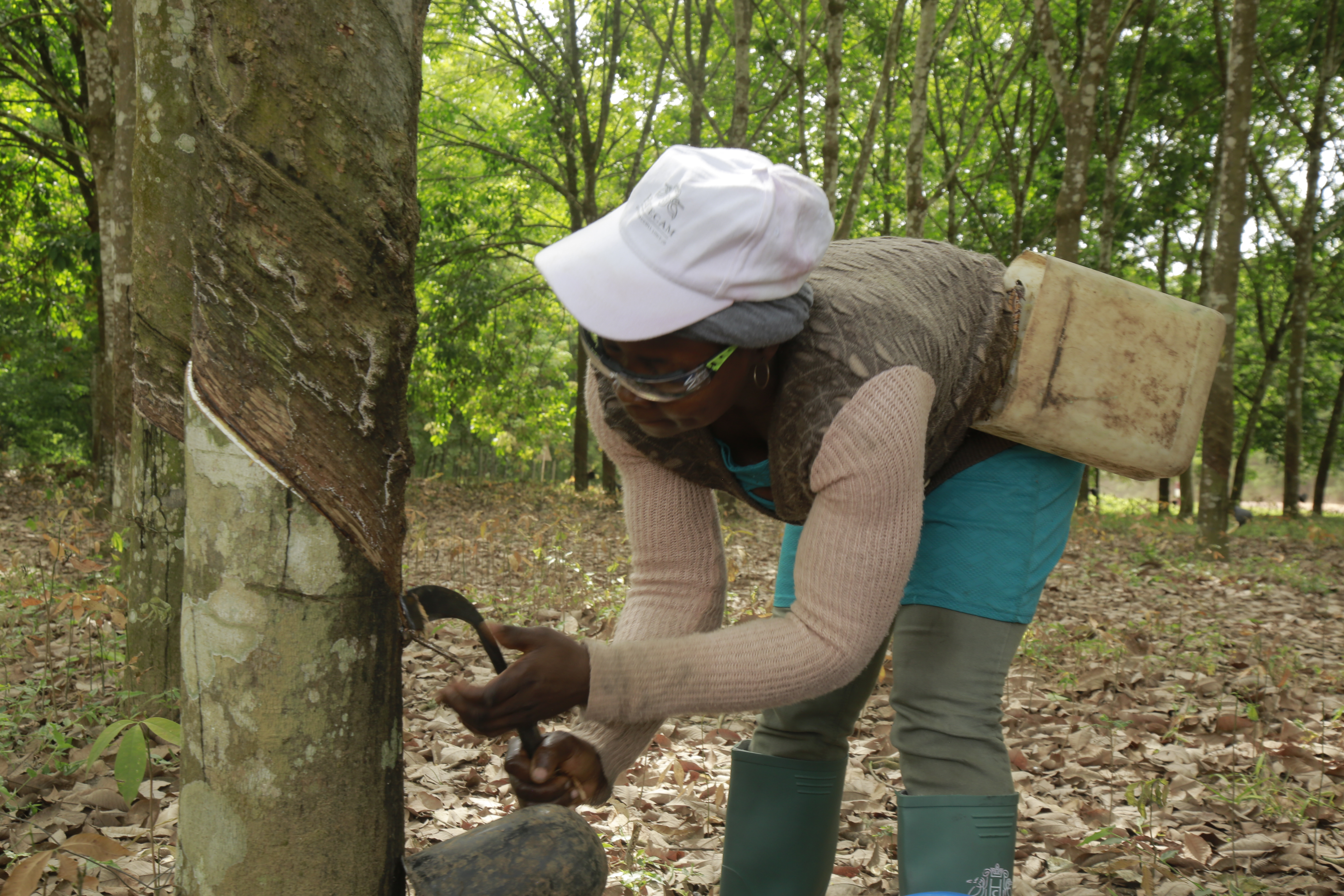
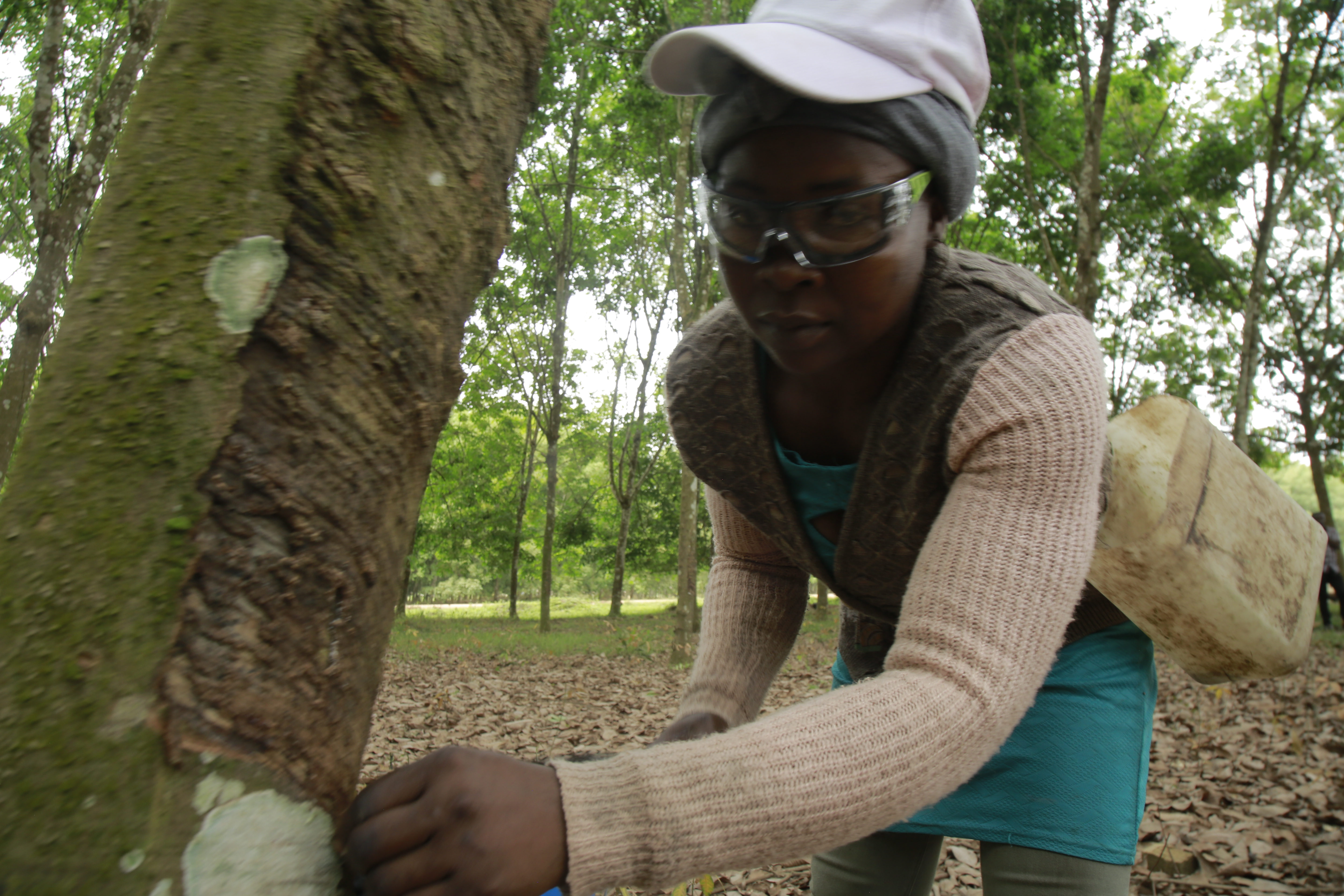
Saignée d'hévéa.
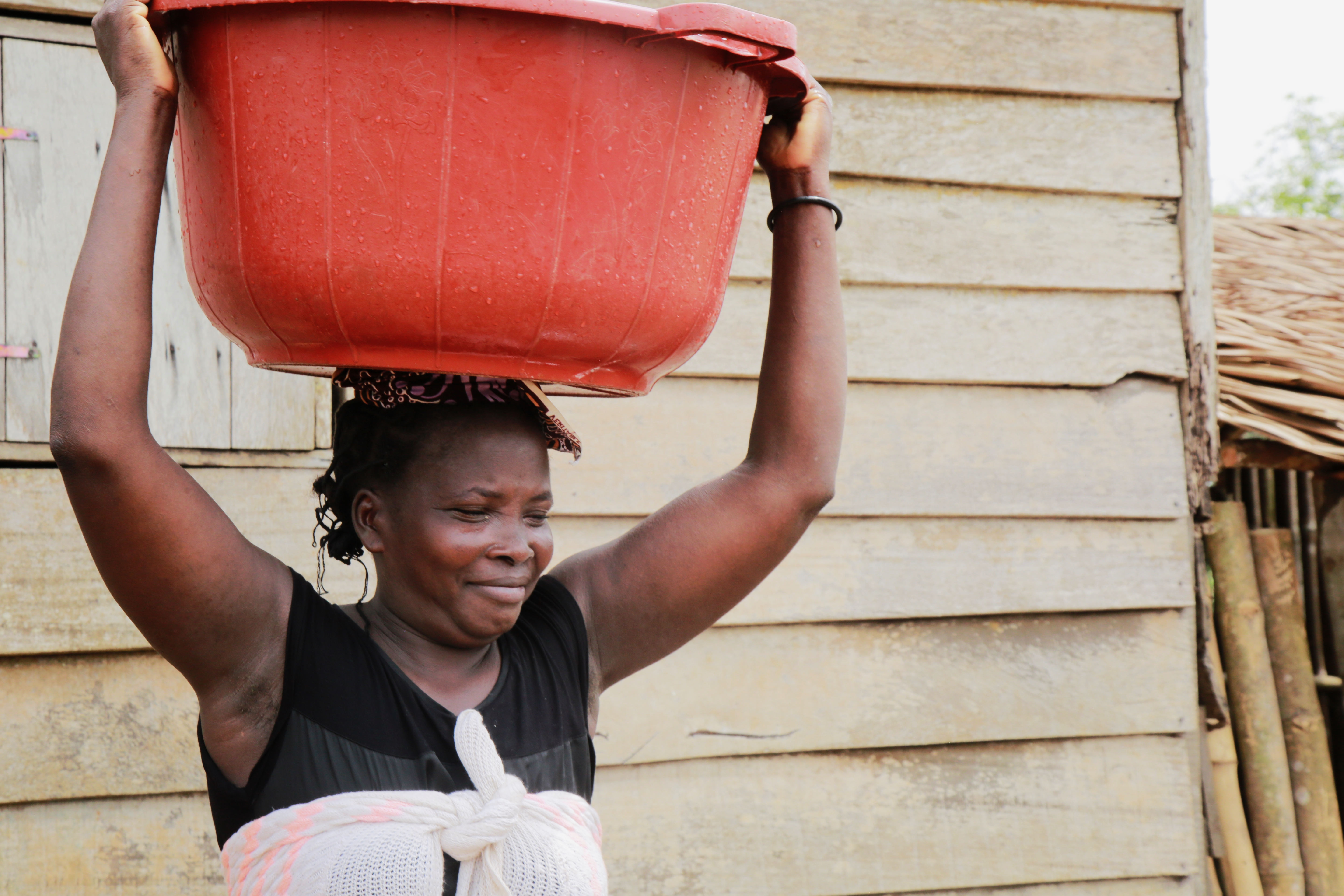
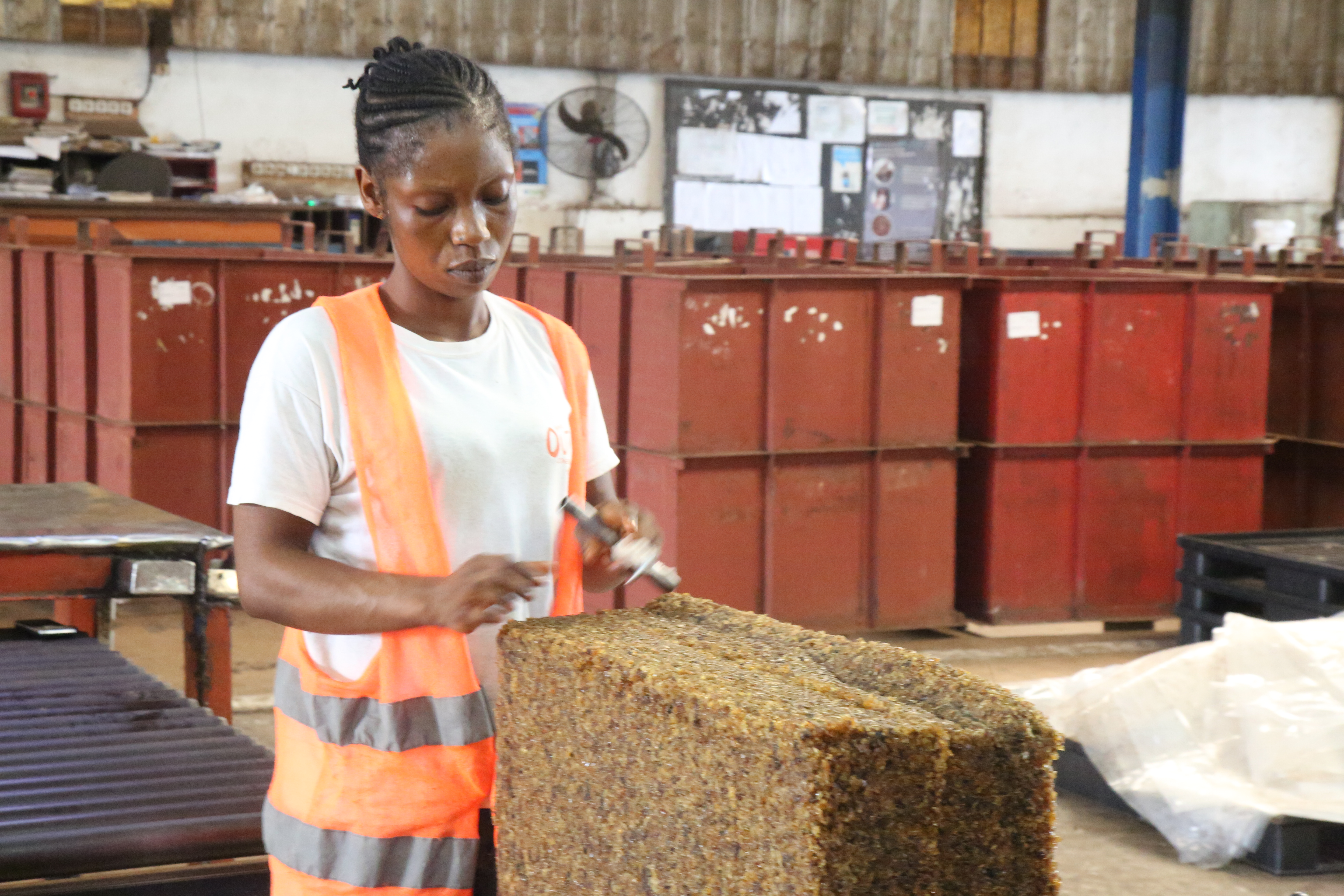
Technicienne.
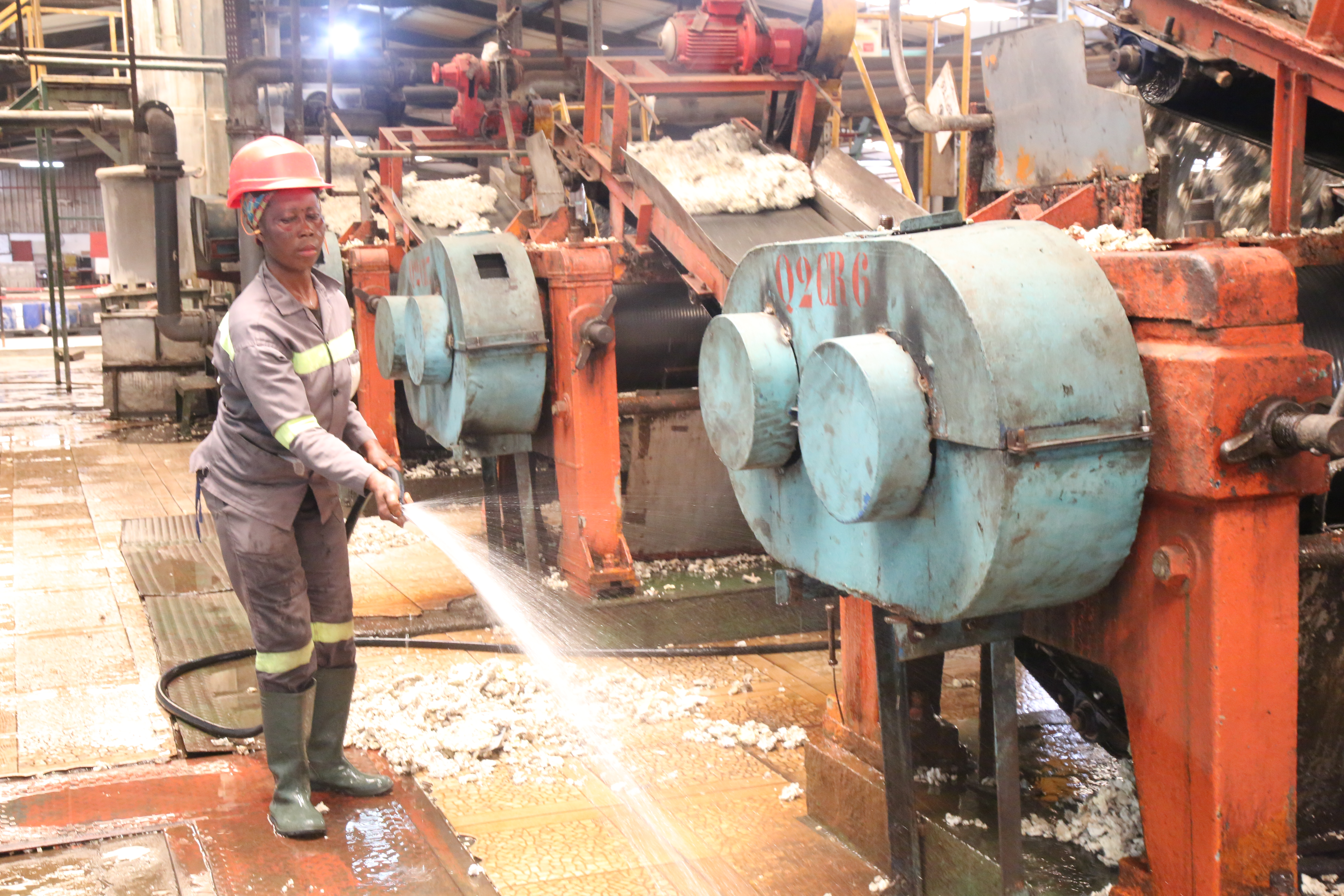
Usine.

### Idendité visuelle

Ancien logo.